# Джовани Пезаро
Вижте пояснителната страница за други личности с името Джовани.
Джовани Пезаро (на италиански: Giovanni Pesaro) е 103–ти венециански дож от 1658 до смъртта си през 1659 година.

## Биография
Джовани Пезаро е син на Ветор Пезаро и Елена Соранцо. Много богат, той бързо прави кариера в публичната администрация, като на няколко пъти е избиран за съветник на дожа и сенатор, посланик е в Савоя, във Франция, в Англия, в Свещената Римска империя в двора на император Фердинанд III, в Полша при крал Владислав IV Ваза и при папа Александър VII.
Въпреки всички тези почести, доста позорни неща помрачават репутацията му: през 1642 г. той изоставя гарнизона на Понтелагоскуро при пристигането на врага, въпреки че е негов командир, а през следващите години участва в присвояване и злоупотреба с имущество.
Въпреки това е избран за дож през 1658 г.

## Управление
Пезаро е мразен от гражданите на Венеция, които помнят неговата арогантност и прегрешенията му. При встъпването му в длъжност, републиката е в катастрофално икономическо положение, търговията вече не носи достатъчно приходи, а войната с османците струва много човешки животи и много високи разходи.
Без да е провел някакви реформи или нововъведения във военните действия на Крит, дожът умира на 30 септември 1659 г. и е погребан с голяма помпозност в базиликата Санта Мария Глориоза дей Фрари. Гробницата му е строена между 1665 и 1669 г. като приживе той плаща за нея 12 000 дуката.

## Семейство
Пезаро е женен за Лучия Барбариго, чието семейство е дало на Венеция двама дожи.